# Château de la Rochette (Saône-et-Loire)
Pour les articles homonymes, voir Château de la Rochette.
Le château de la Rochette est situé sur la commune de Saint-Maurice-des-Champs en Saône-et-Loire, sur un promontoire dominant Saint-Gengoux-le-National. 

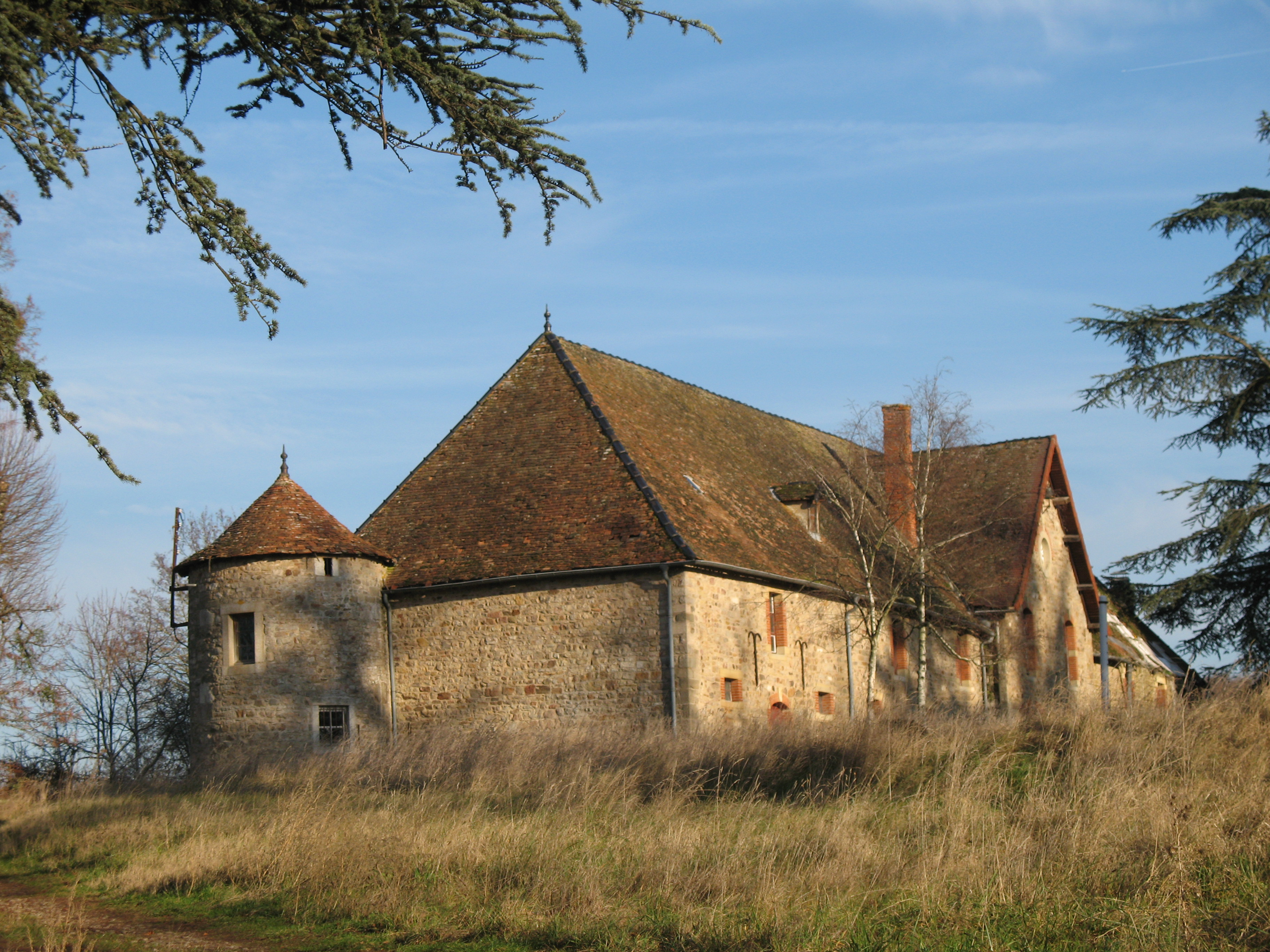
Château de la RochetteLes communs

## Description
La construction consiste en un bâtiment de plan rectangulaire formé de trois corps en U et cantonné de tours: une tour carrée et trois tours rondes. Le corps de logis principal, à l'est, est flanqué au centre de chacune de ses façades de tours rectangulaires demi-hors œuvre formant avant-corps. L'aile ouest est desservie au nord par un escalier à vis compris dans une tourelle à quatre pans hors œuvre. L'aile nord est complétée par une courte aile en retour d'équerre, de même élévation, dans le mur de laquelle apparaissent les arrachements d'une muraille sommée d'un chemin de ronde.
Les communs flanqués de deux petites tours rondes s'alignent au sud.
Un vaste parc boisé entoure l'ensemble.
Le château est une propriété privée et ne se visite pas.

## Historique

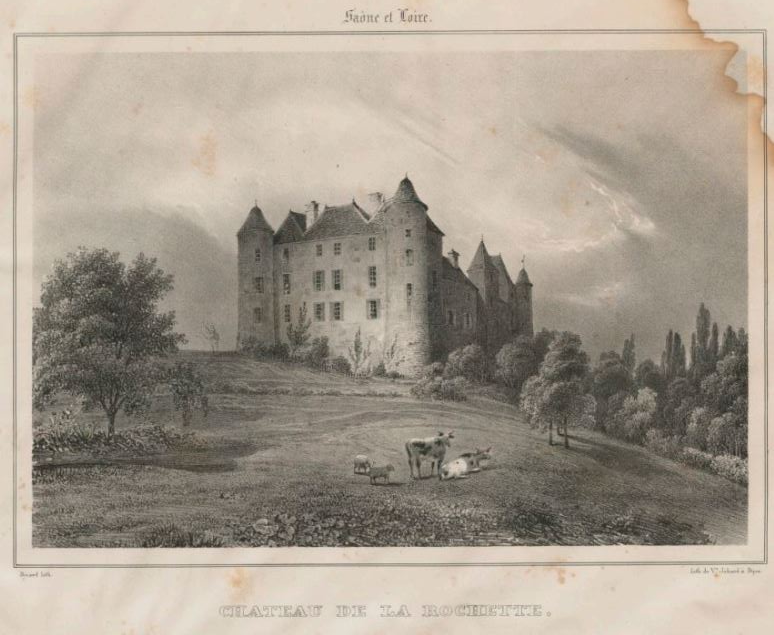
Dessin dans voyage pittoresque en Bourgogne ou Description historique et vues des monuments antiques, modernes et du Moyen âge (1833)

1406 et 1407: d'importantes réparations sont réalisées par le chapitre de Saint-Vincent de Chalon.
- 1592 : après les ravages infligés par les calvinistes, les chanoines de Chalon vendent le fief à Louis de Rymon et François Royer ; le premier procède à une reconstruction presque totale ; il édifie quatre tours, rénove les murailles et y établit des canonnières.
- début XVIIe siècle : Claude, nièce de Louis de Rymon et épouse de Charles de Hénin-Liétard, hérite du domaine.
- 1659 : Gabriel de Hénin-Liétard, seigneur de la Rochette, lieutenant du roi de la citadelle de Chalon, assiste à Paris, en présence de Louis XIV et de Mazarin, à la signature du contrat de mariage de sa sœur utérine Charlotte, baronne de Sainte-Croix, avec Charles de Batz-Castelmore, dit « d'Artagnan ».
- 1750 : cette famille vend le château à Claude-Philibert de La Vernette, dont les descendants le conserveront durant deux siècles.
- vers 1880 : restauration totale.
- Octobre 1973 : installation de l'école Saint-Louis Saint-Benoît, en provenance des Hautes-Alpes (où elle avait été fondée en 1971), école libre, confessionnelle et sans contrat qui succède à l'école des Presles, antérieurement installée au château.
- 2000 : achat par un entrepreneur italien, Luigi Castiglione. Actuellement le château appartient à la société Sci La Rochette de Enrico et Laura Castiglione.